# 찬닥람
찬닥람 (중국어 간체자: 陈德霖, 정체자: 陳德霖, 병음: Chén Délín, 첸더린), 영어 이름으로 노먼 챈 (Norman Chan, SBS, JP)은 홍콩의 은행가이자 재무공직자, 공무원이다. 1954년생이며 현재 홍콩 금융관리국의 국장을 2009년 10월 1일부터 얌지웡 국장의 뒤를 이어 2016년 기준으로 7년째 재임 (연임) 중에 있다. 이전에는 홍콩특별행정구 행정장관의 국장과 스탠다드차타드 은행의 아시아 지부 부회장을 역임했다.

## 경력
찬닥람은 황인서원 (퀸스 칼리지)를 졸업하고 홍콩중문대학에서 사회학 학위를 취득했다. 1976년에는 홍콩공무원사무국에 행정담당관으로 들어갔다. 1991년 홍콩외환기금의 통화 관리 부감독에 임명됐다. 1993년에는 홍콩 금융관리국이 창립되면서 전무이사가 되었다가 부총재로 승진했다. 2005년 12월 찬닥람은 스탠다드차타드 은행의 아시아 지부 부회장이 되었다. 2007년 7월에는 홍콩 행정장관국 국장으로 임명됐다.
2009년 7월 17일 짱쩐와 재정사사장은 얌지웡 국장이 은퇴함에 따라 홍콩 금융관리국 신임 국장으로 찬닥람을 임명했다고 발표했다. 당시 홍콩이 결재수단으로 위안화 이용을 확대하고 있는 가운데, 페그제 유지에 관한 찬반이 컸었다. 중화인민공화국은 지난 2005년 페그제를 폐지시킨 후 미국의 금리와 상관없이 경기 부양을 위해 금리를 자유롭게 인하할 수 있었다. 그러나 찬닥람은 홍콩 달러와 미 달러화의 페그제 유지를 지지하며 앞으로 변화는 당분간 없을 것이라고 기자회견을 통해 밝혔다. 또 "작고 개방된 홍콩 경제에는 페그제가 가장 이상적인 것으로 개정할 계획은 없다"고 분명히 밝히기도 했다. 찬닥람의 임기는 5년으로 2014년에 첫 임기를 마쳤다가, 1차례에 한한 5년 임기 추가 연장 허용으로 두번째 임기를 맡게 되었다. 2016년까지 금융관리국 총재 자리에 있으며 오는 2019년에 임기를 마치고 퇴임할 예정이다.
2012년 9월 미국 연방준비제도이사회(FRB) 벤 버냉키 의장이 3차 양적완화 (일명 QE3)을 발표하자 홍콩 금융관리국은 이미 2009년부터 90%나 오른 부동산 가격에 대해 대출만기 제한 등의 각종 규제대책을 내놓았다. 찬닥람 총재는 이와 관련하여 "미국의 QE3는 홍콩에 새로운 자금이 유입되는 계기가 될이며 이에 대해 준비해나갈 것"이라고 말했다.
2016년 6월 영국 유럽연합 탈퇴 국민투표가 탈퇴 찬성으로 결론이 나자, 이에 대한 경제적 우려에 대해 "홍콩 은행들의 유동성이 충분한 상황이며 금융 시스템 역시 활발하다"고 평가했다. 또 찬 총재는 "영국이 수개월 내에 유럽연합(EU)을 탈퇴하는 일정과 관련해서는 결과를 예측하기 어렵다"면서 "홍콩인들은 적절하게 대비하고 변동폭이 큰 시장 상황에 대응해야 한다"고 밝혔다.